# Dinesh D’Souza

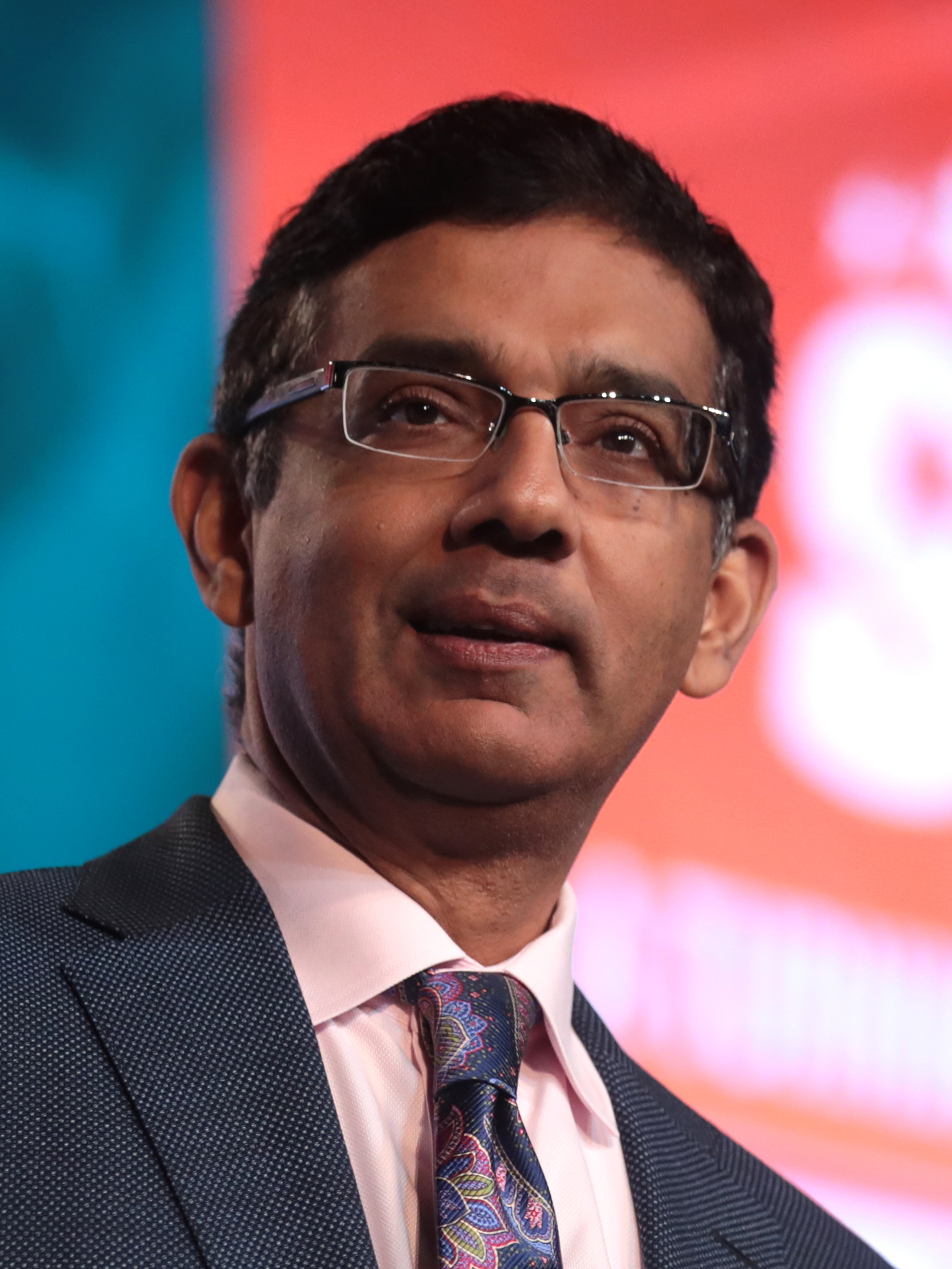
Dinesh D’Souza (2018)

Dinesh D’Souza (* 25. April 1961 in Bombay, Indien) ist ein indischstämmiger US-amerikanischer Autor, Filmemacher und konservativer politischer Kommentator.

## Leben
D’Souza wurde 1961 in Bombay geboren, wo er die katholische St. Stanislaus High School und das Sydenham College of Commerce and Economics besuchte. 1978 kam er als Austauschstudent in die Vereinigten Staaten. Am Dartmouth College erhielt er 1983 seinen B.A. in englischsprachiger Literatur.
Von 1987 bis 1988 war er politischer Berater der Regierung von Ronald Reagan. 1991 erhielt er die amerikanische Staatsbürgerschaft. D’Souza war Fellow am American Enterprise Institute und an der Hoover Institution der Stanford University. Seit dem 25. August 2010 war er Präsident des King’s College in New York.
Am 18. Oktober 2012 erklärte der von seiner Frau getrennt lebende D’Souza seinen Rücktritt von diesem Amt, nachdem ihm in einem Pressebericht eine außereheliche Beziehung vorgeworfen worden war.
Im Januar 2014 wurde D’Souza wegen illegaler Parteispenden, die er über zwei Freunde abgewickelt hatte, angeklagt. Im Mai desselben Jahres bekannte er sich schuldig und wurde am Bundesbezirksgericht des südlichen Bezirks von New York zu 5 Jahren Bewährung bei achtmonatigem Aufenthalt in einer kommunalen Arrestanstalt (einem Halfway House) sowie einer Geldbuße von 30.000 $ verurteilt. Der Harvard-Professor Alan M. Dershowitz beschuldigte den Staatsanwalt der „selektiven Anklage“, die etwas mit D’Souzas Obama-kritischer politischer Einstellung zu tun habe.
2018 wurde er durch US-Präsident Donald Trump begnadigt.
Seine Tochter Danielle ist mit dem texanischen Politiker Brandon Gill verheiratet.

## The Enemy at Home
D’Souza ist Autor des Buches The Enemy At Home: The Cultural Left and Its Responsibility for 9/11 (dt.: „Der Feind im Inneren: Die kulturelle Linke und ihre Verantwortung für 9/11“). In diesem Buch greift er die amerikanischen Linken an und unterstellt ihnen eine Mitverantwortung an den Terroranschlägen am 11. September 2001, insofern sie dafür verantwortlich seien, dass Islamisten die USA hassen würden. Im selben Buch sagt D’Souza, die Zustände im Abu-Ghuraib-Gefängnis entsprächen in Bezug auf Verpflegung und Sauberkeit dem Standard in nahöstlichen Mittelklassehotels. Michiko Kakutani bezeichnete das Buch in ihrer Rezension für die New York Times als „absurd“ und nannte D’Souza eine „Ann Coulter der Think Tanks“.

## Dokumentarfilme
D’Souza ist Regisseur und Drehbuchautor des Dokumentarfilms 2016: Obama’s America, in welchem er die Behauptung aufstellt, Obama wolle den Einfluss der USA zurückdrängen. Dieser Film wurde von einem Großteil der Kritik negativ beurteilt. So registrierte Rotten Tomatoes 74 Prozent negative Kritiken der professionellen Kritiker bei einem Durchschnittswert von 4,7/10. Beim Publikum erreichte er dagegen 73 % positive Wertungen. Metacritic verzeichnet einen User Score von 6,2 von 10. Andy Webster, Kritiker der New York Times, vertritt die Auffassung, D’Souza sei mit seinem Film gescheitert. Beth Fouhy von der Associated Press fand, dass der Film mit seiner Begründung für Obamas angebliches Weltbild rein subjektiv und unplausibel geblieben sei.
Michael O’Sullivan von der Washington Post hielt den Film für eine unreflektierte, einseitige Panikmache. Gelobt wurde der Film von John Fund, Journalist des konservativen National Review: D’Souzas Film verdiene es, ernst genommen zu werden.
2016 veröffentlichte D’Souza Hillary’s America: The Secret History of the Democratic Party, einen Film über Hillary Clinton, die Präsidentschaftskandidatin der Demokraten, in dem er sich unter anderem mit der Geschichte der Demokratischen Partei, ihrer Unterstützung der Sklaverei und ihren rassistischen Positionen im 19. und beginnenden 20. Jahrhunderts auseinandersetzt. Während Filmkritiker das Werk negativ beurteilten, rief Donald Trump während des Wahlkampfes seine Anhänger auf, sich den Film anzuschauen. Er wurde zu einem der erfolgreichsten Dokumentarfilme des Jahres. Der Film wurde 2017 als Schlechtester Film mit der Goldenen Himbeere ausgezeichnet. D’Souza erhielt die Goldene Himbeere als Schlechtester Schauspieler und für die Schlechteste Regie. Darüber hinaus bekam der Film eine weitere Nominierung für das Schlechteste Drehbuch.
2018 kam der Dokumentarfilm Death of a Nation: Can We Save America a Second Time? in die Kinos, der sich mit der Geschichte der Demokratischen Partei befasst, die lange Zeit mit rassistischen Vereinigungen wie dem Ku-Klux-Klan sympathisiert hatte. D’Souza untersucht die Ansichten der demokratischen Partei zur Rassenfrage und ihre Politik der Diskriminierung von Afroamerikanern im 19. und beginnenden 20. Jahrhundert sowie ihre Beziehungen zu den Nationalsozialisten.
Im Mai 2022 veröffentlichte Dinesh D’Souza den Dokumentarfilm 2000 Mules, in dem behauptet wird, dass den Demokraten nahestehende Personen dafür bezahlt wurden, während der Präsidentschaftswahlen 2020 in Arizona, Georgia, Michigan, Pennsylvania und Wisconsin illegal Stimmzettel zu sammeln und in Wahlurnen einzuwerfen. Der Film basiert laut D’Souza auf Recherchen der konservativen Organisation True the Vote. Als D’Souza 2022 versuchte, ein begleitendes Buch zum Film zu veröffentlichen, bestritt True the Vote jedoch jede Beteiligung. Der ehemalige Präsident Donald Trump lobte den Film als Aufdeckung der Big Lie, der Verschwörungstheorie, wonach ihm der Wahlsieg gestohlen worden sei. Die Associated Press berichtete, der Film beruhe auf fehlerhaften Annahmen, anonymen Berichten und unsachgemäßer Analyse von Handy-Standortdaten. Der Trump-kritische Republikaner Gunnar Ramer vom Republican Accountability Project sprach von rechter Propaganda. Der Film gehöre zur Desinformationskampagne der Ultrarechten, die die Legitimität von Joe Bidens Präsidentschaft in Zweifel ziehen soll. In der Washington Post schloss Philip Bump im Oktober 2022, dass nach dem weitgehenden Rückzug von Dinesh D’Souzas Hauptquelle True the Vote, es so aussehe, als sei er der letzte, der die Aussagen verteidige. Im Mai 2024 zog die Vertriebsgesellschaft des Films, Salem Media Group, Inc., den Film und das Begleitbuch zurück.

## Werke
- Falwell, Before the Millennium: A Critical Biography. Regnery Publishing, Washington, D.C. 1984, ISBN 0-89526-607-5.
- The Catholic Classics, 1986, ISBN 0-87973-545-7.
- My Dear Alex: Letters From The KGB (mit Gregory Fossedal). Regnery Publishing, Washington, D.C. 1987, ISBN 0-89526-576-1.
- Illiberal Education. 1991, ISBN 0-684-86384-7.
- The End of Racism. 1995, ISBN 0-684-82524-4.
- Ronald Reagan: How An Ordinary Man Became an Extraordinary Leader. 1997, ISBN 0-684-84823-6.
- The  Virtue of Prosperity. 2000, ISBN 0-684-86815-6.
- What’s So Great About America. Regnery Publishing, Washington, D.C. 2002, ISBN 0-89526-153-7.
- Letters to a Young Conservative. 2002, ISBN 0-465-01734-7.
- The Enemy At Home: The Cultural Left and Its Responsibility for 9/11. 2007, ISBN 0-385-51012-8.
- What’s So Great About Christianity. Regnery Publishing, Washington, D.C. 2007, ISBN 1-59698-517-8.
- The Roots of Obama’s Rage. Regnery Publishing, Washington, D.C. 2010, ISBN 1-59698-625-5.
- Stealing America: What My Experience with Criminal Gangs Taught Me about Obama, Hillary, and the Democratic Party. Broadside Books, 2015, ISBN 0062366718.
- The Big Lie: Exposing the Nazi Roots of the American Left, Regnery Publishing, Washington, D.C., 2017, ISBN 978-1621573487.